# Diabrotica serrozulensis
Diabrotica serrozulensis es una especie de insecto coleóptero de la familia Chrysomelidae.
Fue descrita científicamente en 1962 por Bechyne & Bechyne.